# Anisodes violens
Anisodes violens là một loài bướm đêm trong họ Geometridae.